# Явлення апостола Петра святому Петру Ноласко
«Явлення апостола Петра святому Петру Ноласко» (ісп. Aparición del apóstol San Pedro a San Pedro Nolasco) — картина іспанського живописця Франсіско Сурбарана. Створена у 1629 році. Зберігається у Музеї Прадо в Мадриді (інв. ном. P1237).

## Опис
В музеї Прадо зберігається дві роботи з серії картин, реалізованих Сурбараном і його майстернею для монастиря ордену мерседаріїв у Севільї. Цей цикл картин розповідає про життя засновника ордену мерсидаріїв св. Петра Ноласко, який був канонізований у рік написання цієї картини. Картини, що зберігаються в Прадо, зображують два видіння святого, перше — божественного Ієрусалима («Видіння святого Петра Ноласко») та інша — видіння розіп'ятого на хресті святого Петра.
На цій картині зображений святий Петро Ноласко, здивований появою у своїй строгій келії заступника, апостола святого Петра, який постає догори ногами, саме так, як він був розіп'ятий, аби втішити святого, який не зміг відвідати могилу апостола Петра у Римі, а також підтримати його і надихнути на продовження своєї апостольської місії в Іспанії.
Написана на самому початку творчої кар'єри художника, ця картина дозволяє яскраво відрізнити основні характеристики зрілої творчості Сурбарана. Передусім, це уявлення надзвичайного і божественного, яке набуває у творчості Сурбарана риси земної реальності, а друга особлисвість — це точне відтворення тканин, особливо при зображенні білих чернечих ряс, подібних до тієї, в яку одягнений святий на картині.